# 阿德拉尔 (阿尔及利亚)

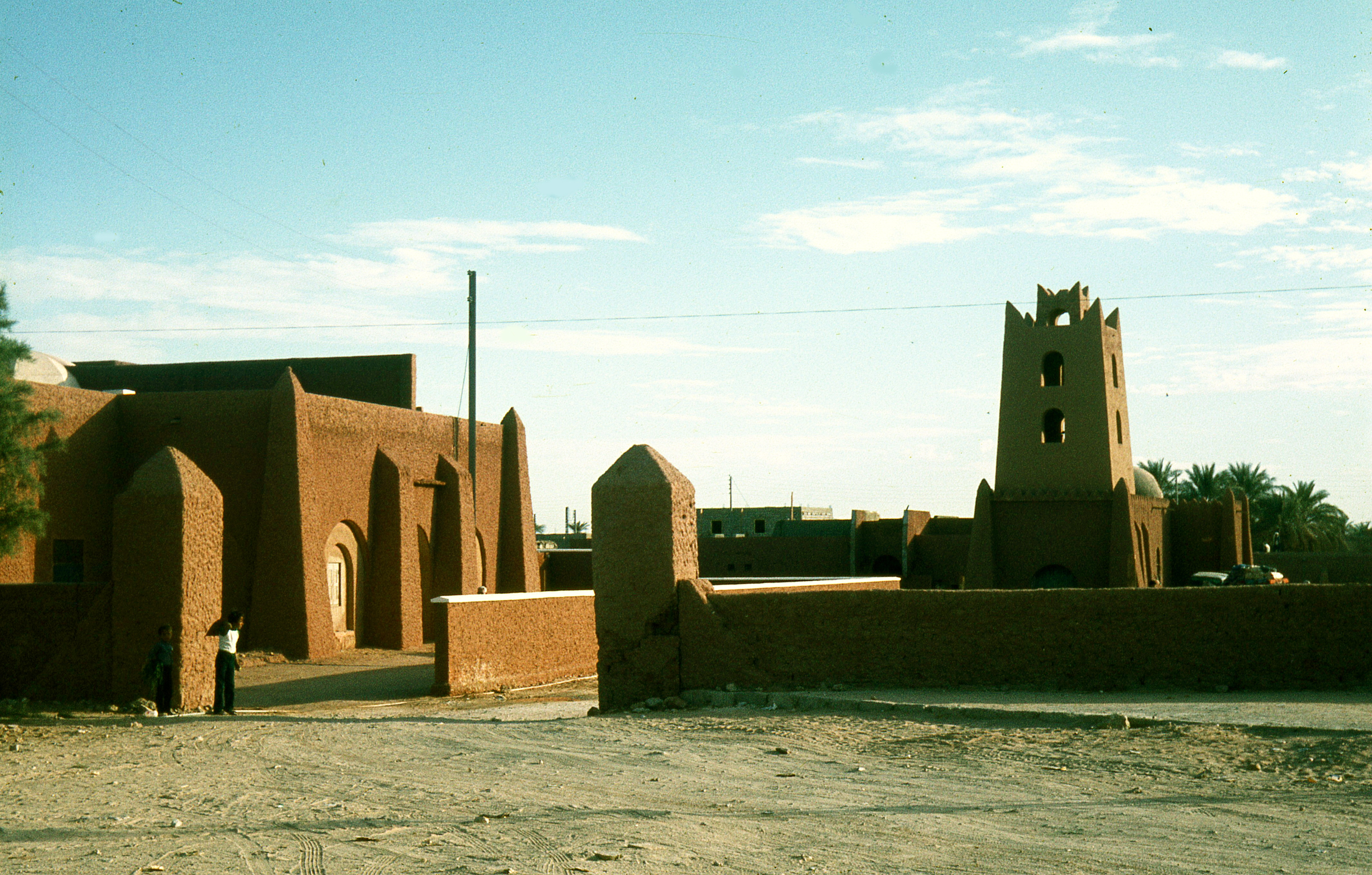
阿德拉爾的建築

阿德拉尔（阿拉伯语：‎）是阿尔及利亚阿德拉尔省的一个镇，面积633平方公里，它也是阿德拉爾省的行政中心。根据2008年的人口普查，當地人口为64,781。